# Деулинский сельсовет
Деулинский сельсовет — упразднённая административно-территориальная единица, существовавшая на территории Московской губернии и Московской области до 1939 года.
Деулинский сельсовет возник в первые годы советской власти. По данным 1918 года он входил в состав Сергиевской волости Дмитровского уезда Московской губернии.
13 октября 1919 года Сергиевская волость вошла в Сергиевский уезд.
В 1927 году из Деулинского с/с был выделен Наугольновский с/с.
По данным 1926 года в состав сельсовета входили 5 населённых пунктов — Деулино, Бубяково, Зубачёво, Наугольное и Степково, а также 1 хутор.
В 1929 году Деулинский с/с был отнесён к Сергиевскому (с 1930 — Загорскому) району Московского округа Московской области.
17 июля 1939 года Деулинский с/с был упразднён. При этом все его населённые пункты (Деулино, Бубяково, Маньково и Сальниково) вошли в состав Мишутинского с/с.